# Idrissa Traoré
Idrissa Traore (Bamako, ? –) mali nemzetközi labdarúgó-játékvezető.

## Pályafutása

### Nemzeti játékvezetés
Az I. Liga játékvezetőjeként 1990-ben vonult vissza.

### Nemzetközi játékvezetés
A Mali labdarúgó-szövetség Játékvezető Bizottsága (JB) terjesztette fel nemzetközi játékvezetőnek, a Nemzetközi Labdarúgó-szövetség (FIFA) 1980-tól tartotta nyilván bírói keretében. A FIFA JB központi nyelvei közül a franciát beszéli. Több nemzetek közötti válogatott és klubmérkőzést vezetett, vagy működő társának partbíróként segített. A mali nemzetközi játékvezetők rangsorában, a világbajnokság sorrendjében többedmagával az első helyet foglalja el 1 találkozó szolgálatával. Az aktív nemzetközi játékvezetéstől 1990-ben búcsúzott.

#### Labdarúgó-világbajnokság
A világbajnoki döntőkhöz vezető úton Mexikóba a XIII., az 1986-os labdarúgó-világbajnokságra és Olaszországba a XIV., az 1990-es labdarúgó-világbajnokságra a FIFA JB játékvezetőként alkalmazta. Selejtező mérkőzéseket a CAF zónában vezetett. A FIFA JB elvárása szerint, ha nem vezetett, akkor partbíróként tevékenykedett. Két csoportmérkőzés közül az egyiken egyes számú besorolást kapott, játékvezetői sérülés esetén továbbvezethette volna a találkozót. Világbajnokságon vezetett mérkőzéseinek száma: 1 + 2 (partbíró).

##### 1986-os labdarúgó-világbajnokság

###### Selejtező mérkőzés
| Időpont           | Helyszín                       | Mérkőzés típusa                          | Mérkőzés                | Eredmény |
| ----------------- | ------------------------------ | ---------------------------------------- | ----------------------- | -------- |
| 1984. november 4. | Nemzeti Stadion, Banjul        | előselejtező (első forduló; 2. mérkőzés) | Gambia–Elefántcsontpart | 3 – 2    |
| 1985. április 19. | 1962. július 5. Stadion, Algír | előselejtező (2. forduló)                | Algéria–Angola          | 3 – 2    |

###### Világbajnoki mérkőzés
| Időpont         | Helyszín                             | Mérkőzés típusa              | Mérkőzés           | Eredmény | Nézők száma |
| --------------- | ------------------------------------ | ---------------------------- | ------------------ | -------- | ----------- |
| 1986. június 9. | Estadio Sergio León Chávez, Irapuato | csoportmérkőzés (C. csoport) | Szovjetunió–Kanada | 2 – 0    | 14 200      |

##### 1990-es labdarúgó-világbajnokság

###### Selejtező mérkőzés
| Időpont             | Helyszín               | Mérkőzés típusa           | Mérkőzés       | Eredmény | Nézők száma |
| ------------------- | ---------------------- | ------------------------- | -------------- | -------- | ----------- |
| 1989. augusztus 27. | Menzah Stadion, Tunisz | előselejtező (D. csoport) | Tunézia–Zambia | 1 – 0    | 45 000      |

#### Afrikai nemzetek kupája
Nigéria a 12., az 1980-as afrikai nemzetek kupája, Líbia a 13., az 1982-es afrikai nemzetek kupája, Egyiptom a 15., az 1986-os afrikai nemzetek kupája, Marokkó a 16., az 1988-as afrikai nemzetek kupája valamint Algéria a 17., az 1990-es afrikai nemzetek kupája labdarúgó tornát rendezte, ahol a Afrikai Labdarúgó-szövetség (CAF) JB játékvezetőként foglalkoztatta.

##### 1980-as afrikai nemzetek kupája

###### Afrikai Nemzetek Kupája mérkőzés
| Időpont           | Helyszín                        | Mérkőzés típusa              | Mérkőzés       | Eredmény | Nézők száma |
| ----------------- | ------------------------------- | ---------------------------- | -------------- | -------- | ----------- |
| 1980. március 16. | Obafemi Awolowo Stadion, Ibadan | csoportmérkőzés (B. csoport) | Algéria–Guinea | 3 – 2    | 20 000      |

##### 1982-es afrikai nemzetek kupája

###### Afrikai Nemzetek Kupája mérkőzés
| Időpont           | Helyszín                    | Mérkőzés típusa              | Mérkőzés      | Eredmény | Nézők száma |
| ----------------- | --------------------------- | ---------------------------- | ------------- | -------- | ----------- |
| 1982. március 12. | Június 11. Stadion, Tripoli | csoportmérkőzés (A. csoport) | Ghána–Tunézia | 1 – 0    | 40 000      |

##### 1986-os afrikai nemzetek kupája

###### Afrikai Nemzetek Kupája mérkőzés
| Időpont          | Helyszín                        | Mérkőzés típusa              | Mérkőzés       | Eredmény | Nézők száma |
| ---------------- | ------------------------------- | ---------------------------- | -------------- | -------- | ----------- |
| 1986. március 8. | Alexandriai stadion, Alexandria | csoportmérkőzés (B. csoport) | Kamerun–Zambia | 3 – 2    | 20 000      |

##### 1988-as afrikai nemzetek kupája

###### Afrikai Nemzetek Kupája mérkőzés
| Időpont           | Helyszín                              | Mérkőzés típusa              | Mérkőzés         | Eredmény | Nézők száma |
| ----------------- | ------------------------------------- | ---------------------------- | ---------------- | -------- | ----------- |
| 1988. március 14. | Prince Moulay Abdellah Stadion, Rabat | csoportmérkőzés (B. csoport) | Kamerun–Egyiptom | 1 – 0    | 5000        |

##### 1990-es afrikai nemzetek kupája
| Időpont           | Helyszín                | Mérkőzés típusa         | Mérkőzés         | Eredmény |
| ----------------- | ----------------------- | ----------------------- | ---------------- | -------- |
| 1989. április 22. | Nemzeti Stadion, Abuja  | előselejtező (első kör) | Nigéria–Guinea   | 3 – 0    |
| 1989. július 16.  | Olimpiai Stadion, Radès | előselejtező (2. kör)   | Tunézia–Szenegál | 0 – 1    |

###### Afrikai Nemzetek Kupája mérkőzés
| Időpont          | Helyszín                        | Mérkőzés típusa              | Mérkőzés       | Eredmény | Nézők száma |
| ---------------- | ------------------------------- | ---------------------------- | -------------- | -------- | ----------- |
| 1990. március 3. | 1956. május 19. Stadion, Annába | csoportmérkőzés (B. csoport) | Kenya–Szenegál | 0 – 0    | 8000        |

## Sportvezetői pályafutása
Dél-afrikai Köztársaság rendezte a 20., az 1996-os afrikai nemzetek kupája labdarúgó tornát, ahol hazája képviseletében válogatott csapatának vezetője lehetett.